# 웰델 B. 해리스 주니어
웬들 B. 해리스 주니어(Wendell B. Harris Jr., 1954년 3월 5일 ~ )는 미국의 영화 감독, 배우, 각본가이다.
미국에서 태어났다.

## 영화
- 로드 트립 (2000년)
- 카멜레온 스트리트 (1989년)